# Mamica Kastrioti
Pour les articles homonymes, voir Kastrioti.
Mamica Kastrioti est une princesse albanaise de la famille Kastrioti.
Elle est la fille de Jean Kastrioti (Gjon Kastrioti) et est la sœur cadette du héros national Skanderbeg.

## Biographie
Mamica Kastrioti est la fille du couple noble Gjon et Vojsava Kastrioti (en). Elle épouse en 1445 le noble albanais Muzaka Thopia, de la maison Thopia (en). Les principaux princes d'Albanie viennent avec leurs présents pour se faire baptiser avec le nouvel époux. Pendant le mariage, un drame a eu lieu lorsque toutes ces familles nobles ont vu la très convoitée Irene Dushmani (en albanais : Jerina Dushmani) avec Lekë Zaharia (en). Cela a provoqué une réaction de Lekë Dukagjini, après quoi une grande bagarre s'ensuit qui fait de nombreux blessés.

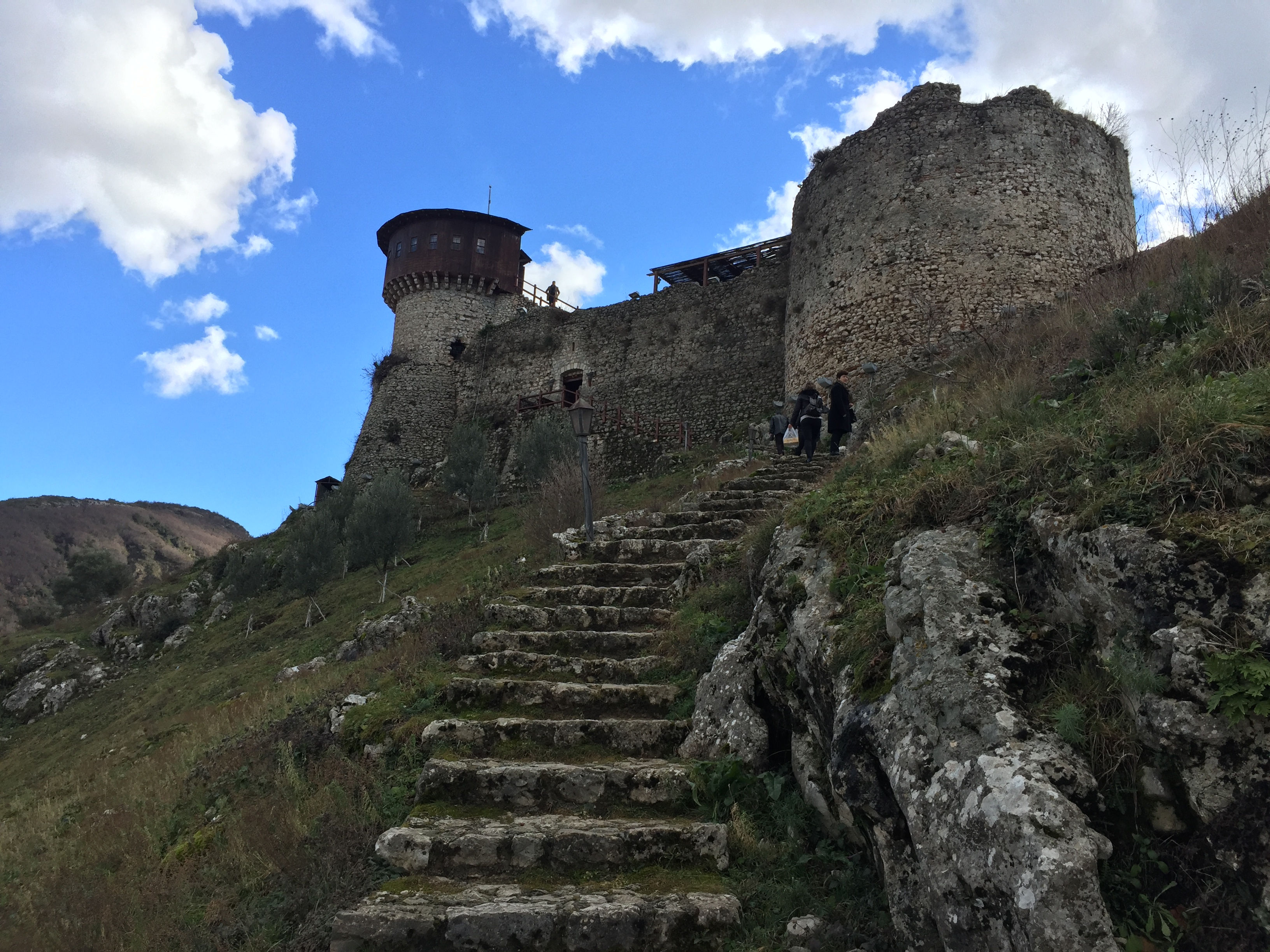
Le château de Petrelë.

Pendant la guerre albanaise-ottomane, où son frère Gjergj Kastrioti (Skanderbeg) était commandant en chef de la Ligue de Lezhë, le château de Petrelë, un village de la préfecture de Tirana, était sous le commandement de Mamica Kastrioti.